# Paul Durousseau
Paul Durousseau (né le 10 août 1970) est un tueur en série américain, auteur des meurtres de sept jeunes femmes, dont deux étaient enceintes, dans le sud-est des États-Unis entre 1997 et 2003. Les autorités allemandes le suspectent d’avoir tué plusieurs femmes sur leur territoire, l’armée américaine l’ayant envoyé là-bas au début des années 1990. Durousseau gagnait la confiance de ses victimes, entrait dans leur maison, leur attachait les mains, les violait puis les étranglait jusqu'à ce que mort s’ensuive.

## Biographie
Paul Durousseau est né de parents en union libre à Beaumont, Texas, aux États-Unis. L’année suivante, son demi-frère plus âgé et lui déménagent à Los Angeles afin d’être élevés par leur mère et la famille de cette dernière. Il verra son père deux fois entre sa naissance et son arrestation pour meurtre. Il obtiendra son baccalauréat à la « Reseda High School » dans la banlieue de Los Angeles en 1989 et deviendra gardien de sécurité.

## Histoire criminelle

### Crimes et victimes
En décembre 1991, Durousseau est arrêté pour port d’arme illégal et écope d’une mise à l’épreuve de trois ans. Le mois suivant, il est de nouveau arrêté en Californie pour la même raison. Dix mois plus tard, il préfère s’engager dans l’armée plutôt que d’épouser la femme qu’il a mise enceinte. Après un entraînement de base, il est envoyé en Allemagne où il rencontre Natoca Spann, 21 ans, elle aussi engagée. Lors de leur retour d’Allemagne en 1995, ils se marient à Las Vegas, et sont affectés à Fort Benning en Géorgie. Quelques jours plus tard, lors du nouvel an une femme est enlevée, violée à Colombus. Durousseau est arrêté le 13 mars 1997 et inculpé dans cette affaire mais il est acquitté cinq mois plus tard.
Moins d’un mois plus tard, Tracey Habersham disparaît à Fort Benning après avoir dansé avec Durousseau dans un nightclub. Son corps est retrouvé deux jours plus tard, Durousseau n’est pas suspecté. Il ne sera inculpé qu’après avoir été mis en accusation à Jacksonville en 2003. La semaine suivante, la femme de Durousseau, Natoca, donne naissance à une fille. Deux mois plus tard, à la suite de violences conjugales, elle prend sa fille et retourne dans sa ville natale à Jacksonville. Il la poursuit en Floride.
En janvier 1999, il accepte de se faire expulser de l’armée après avoir acheté des ordinateurs volés à l’armée, afin d’éviter la cour martiale. Trois mois plus tard, il est arrêté pour avoir molesté une fille de 15 ans à Jacksonville, mais les charges ne furent pas retenues. Le mois suivant, il a été arrêté pour violation de propriété et il passe deux jours en prison.
Le 1er janvier 2000, Tyresa Mack est retrouvée morte dans son appartement, après avoir été violée et cambriolée. Les deux garçons de Tyresa âgés de deux et onze mois resteront deux jours avec le cadavre de leur mère avant que la famille Mack ne vienne pour prendre des nouvelles. Quelques semaines plus tard, Natoca Durousseau demande à la police comment obtenir une injonction d’éloignement, mais elle ne donne pas suite. Dix neuf mois plus tard, elle demande une injonction après avoir été agressée par Durousseau, mais l’injonction ne fut jamais validée, le couple étant parvenu à un accord. Trois mois plus tard, à Jacksonville une femme est violée chez elle. Durousseau est arrêté et passe trente jours en prison. Il reçoit une mise à l’épreuve de deux ans après avoir plaidé coupable, son ADN n’est du coup pas enregistré dans les fichiers de la police. Bien que déshonoré et criminel, Durousseau n’a pas de problème pour retrouver un emploi temporaire. Il travaille comme officier dans une fourrière, puis est embauché comme conducteur de transport scolaire et travaille pendant presque tout le mois d’août avant d’être arrêté le 31 août 2001 pour des violences domestiques. Il passe quarante huit jours en prison avant que sa femme n’abandonne les charges et qu’il ne soit libéré. Huit mois plus tard, il est arrêté pour cambriolage et passe cinq mois en prison en attendant son procès. Le 4 octobre 2002, Durousseau est acquitté pour le cambriolage par un jury, le juge étend cependant la période de mise à l’épreuve de Durousseau à deux ans.

### Folie meurtrière
Le 17 décembre 2002, Nicole Williams, 18 ans est portée disparue par sa famille. Son corps est retrouvé deux jours plus tard à Jacksonville. Moins de deux semaines plus tard, Nikia Kilpatrik, 19 ans disparaît. Son corps est retrouvé dans son appartement le 1er janvier 2003. Durousseau travaillait comme chauffeur en janvier, sa femme et lui sont divorcés.
Moins de deux semaines après le meurtre de Kilpatik, Shawanda McCalister, 20 ans est retrouvée tuée dans son appartement.
Le 20 janvier 2003, Jovanna Jefferson est portée disparue par sa famille. Une semaine plus tard les corps de Jefferson et Cohen sont retrouvés dans le « 2700 Block of New Kings Road ».

## Arrestation
Les enquêteurs suspectent Durousseau des meurtres mais n’ont pas assez de preuve pour l’inculper d’homicide. Il est arrêté le 6 février 2003 pour trafic et violation de propriété ce qui viole les termes de sa mise à l’épreuve à la suite du viol. Il est mis en détention pendant quatre mois, le bureau du sheriff de Jacksonville a alors mis sur pied un dossier solide. Le 19 juin 2003, il est accusé dans cinq affaires de meurtre et deux affaires d’abus sexuel sur mineur.

## Procès
En juillet 2004, le juge John Skinner ordonne une évaluation psychologique. L’étude de la jeunesse de Durousseau ne met pas en évidence les traits habituellement liés à un comportement sociopathe. Il n’a subi aucun abus, il n’y avait aucun traumatisme psychologique dans sa famille et il obtint son baccalauréat sans problème. Toutes ses victimes étaient des femmes noires, entre 18 et 20 ans, qu’il attaquait chez elles, attachait, violait puis étranglait avec du fil électrique. Sa motivation fut classifiée comme trouble du désir.
Le procès de Durousseau a lieu à Jacksonville et commence le 23 mai 2007 et finit seulement deux semaines plus tard. Le jury délibère huit heures et demie avant de reconnaître Durousseau coupable le 8 juin 2007. Lors de la phase de définition de la peine, le jury met deux heures et demie avant de le condamner à mort. Le juge Jack Schemer condamne Durousseau à la mort par injection létale le 13 décembre 2007 pour le meurtre prémédité de Tyresa Mack. Le procureur suspend toutes les autres affaires afin d’accélérer son exécution. Il est actuellement dans le couloir de la mort de la prison d’État de Floride à Starke.